# Amara obesa
Amara obesa är en skalbaggsart som beskrevs av Thomas Say 1823. Amara obesa ingår i släktet Amara och familjen jordlöpare. Inga underarter finns listade i Catalogue of Life.